# Андрія Булатович
Андрі́я Була́тович (чорн. Andrija Bulatović; нар. 27 грудня 2006, Колашин) — чорногорський футболіст, півзахисник французького клубу «Ланс» і збірної Чорногорії.

## Клубна кар'єра
Вихованець клубу «Ком». 8 лютого 2023 року перейшов у «Беране», втім наступного дня на правах оренди повернуся в «Ком». 5 березня 2023 року дебютував в основній команді клубу, вийшовши в стартовому складі на матч Другої ліги проти «Отрант-Олімпік». 11 березня в поєдинку проти клубу «Младост Донья Гориця» забив свій перший гол у професіональній кар'єрі.
18 липня 2023 року став гравцем клубу Першої ліги «Рудар». 23 липня 2023 року дебютував за «Рудар» в матчі чемпіонату проти «Арсеналу» (Тиват). В грудні 2023 року повернувся з оренди, а 30 січня 2024 року став повноцінним гравцем «Рудара».
14 червня 2024 року підписав трирічний контракт з клубом «Будучност». 11 липня 2024 року дебютував за нову команду в матчі кваліфікації Ліги конференцій УЄФА проти косовського «Малішева», вийшовши в стартовому складі. 2 листопада 2024 року в поєдинку проти клубу «Отрант-Олімпік» забив свій перший гол за «Будочност».
3 лютого 2025 року перейшов у французький «Ланс», підписавши контракт на 3,5 роки. Сума трансферу становила близько 2 млн євро. Втім залишок сезону 2024–25 провів в «Будочності» на правах оренди, допомігши команді виграти чемпіонат Чорногорії. Окрім цього став найкращим гравцем сезону в Першій лізі, увійшовши також і до символічної збірної чемпіонату.

## Кар'єра в збірній
Виступав за збірні Чоргогорії до 15, до 16, до 17, до 18, до 19 і до 21 року.
25 травня 2025 року вперше викликаний до збірної Чорногорії головним тренером Робертом Просинечки для участі в матчі відбіркового турніру до чемпіонату світу 2026 проти збірної Чехії. 9 червня 2025 року дебютував за збірну Чорногорії в товариському матчі проти збірної Вірменії, вийшовши в стартовому складі. В цій ж грі забив свій перший гол за збірну.

## Особисте життя
Син колишнього футболіста Олега Булатовича, відомого виступами за «Рудар» та «Будочност».

## Статистика виступів

### Клубна статистика
Станом на 18 травня 2025 
| Клуб              | Сезон             | Чемпіонат         | Чемпіонат | Чемпіонат | Кубок | Кубок | Єврокубки | Єврокубки | Всього | Всього |
| Клуб              | Сезон             | Дивізіон          | Матчі     | Голи      | Матчі | Голи  | Матчі     | Голи      | Матчі  | Голи   |
| ----------------- | ----------------- | ----------------- | --------- | --------- | ----- | ----- | --------- | --------- | ------ | ------ |
| → Ком             | 2022–23           | Друга ліга        | 6         | 1         | 0     | 0     | —         | —         | 6      | 1      |
| → Рудар           | 2023–24           | Перша ліга        | 18        | 0         | 2     | 0     | —         | —         | 18     | 0      |
| Рудар             | 2023–24           | Перша ліга        | 16        | 2         | 2     | 0     | —         | —         | 18     | 2      |
| Рудар             | Всього            | Всього            | 34        | 2         | 4     | 0     | 0         | 0         | 38     | 2      |
| Будучност         | 2024–25           | Перша ліга        | 18        | 2         | 1     | 0     | 4         | 0         | 23     | 2      |
| Ланс              | 2024–25           | Ліга 1            | 0         | 0         | 0     | 0     | —         | —         | 0      | 0      |
| → Будучност       | 2024–25           | Перша ліга        | 14        | 2         | 1     | 0     | 0         | 0         | 15     | 2      |
| Всього за кар'єру | Всього за кар'єру | Всього за кар'єру | 72        | 7         | 6     | 0     | 4         | 0         | 80     | 7      |

1. ↑  Матчі в Лізі конференцій УЄФА

### Міжнародна статистика
Станом на 9 червня 2025 
| Збірна            | Сезон             | Товариські | Товариські | Офіційні | Офіційні | Всього | Всього |
| Збірна            | Сезон             | Матчі      | Голи       | Матчі    | Голи     | Матчі  | Голи   |
| ----------------- | ----------------- | ---------- | ---------- | -------- | -------- | ------ | ------ |
| Чорногорія        |                   |            |            |          |          |        |        |
| 2025              | 1                 | 1          | 0          | 0        | 1        | 1      |        |
| Всього за кар'єру | Всього за кар'єру | 1          | 1          | 0        | 0        | 1      | 1      |

### Матчі за збірну
Станом на 9 червня 2025 
| Матчі Андрії Булатовича за збірну Чорногорії | Матчі Андрії Булатовича за збірну Чорногорії | Матчі Андрії Булатовича за збірну Чорногорії | Матчі Андрії Булатовича за збірну Чорногорії | Матчі Андрії Булатовича за збірну Чорногорії | Матчі Андрії Булатовича за збірну Чорногорії | Матчі Андрії Булатовича за збірну Чорногорії | Матчі Андрії Булатовича за збірну Чорногорії |
| №                                            | Дата                                         | Суперник                                     | Рахунок                                      | Голи                                         | Картки                                       | Хвилини                                      | Змагання                                     |
| -------------------------------------------- | -------------------------------------------- | -------------------------------------------- | -------------------------------------------- | -------------------------------------------- | -------------------------------------------- | -------------------------------------------- | -------------------------------------------- |
| 1                                            | 9 червня 2025                                | Вірменія                                     | 2–2                                          | 1                                            |                                              | 78'                                          | Товариський матч                             |

Всього: 1 матч / 1 гол; 0 перемог, 1 нічия, 0 поразок.

## Досягнення
«Будучност»
- Чемпіон Чорногорії: 2024–25[20]

Особисті
- Найкращий гравець сезону Першої ліги: 2024–25
- Команда сезону Першої ліги: 2024–25